# Čupel
Čupel je 872 m vysoká hora v severní části Moravskoslezských Beskyd v okrese Frýdek-Místek. Tvoří součást Smrčinsko-čepelského hřbetu a nachází se na pomezí katastrů obcí Komorní Lhotka, Morávka a Vyšní Lhoty.
Hora je součástí hřebene, který tvoří rozvodí řek Morávka (přítok Ostravice) a Stonávka (přítok Olše). Spadá tak do povodí řeky Odry a úmoří Baltského moře.
Vrchol hory je zalesněný a nenachází se zde žádná turistická chata ani jiný prvek turistické infrastruktury.

## Území ochrany přírody
Čupel je součástí území CHKO Beskydy. Kromě toho se na jeho svazích nachází dvě maloplošná území ochrany přírody - Vysutý a Kršle.

### Přírodní památka Vysutý
Na jižním svahu, v nadmořské výšce 480 až 710 m, mezi dvěma stržemi zdrojnic Vysutého potoka, byla v 7. 1. 2011 vyhlášena Přírodní památka Vysutý o výměře 13,86 ha s lesním porostem tvořeným převážně bučinami. Na pravostranné zdrojnici Vysutého potoka se nachází četné peřeje a Vysutý vodopád, který patří mezi největší v Moravskoslezských Beskydech.

### Přírodní rezervace Kršle
Na jihozápadním úpatí Čupelu, nad tokem řeky Morávky, v nadmořské výšce 410 až 700 m, se nachází Přírodní rezervace Kršle, tvořená dvěma samostatnými lokalitami Kršle I a Kršle II s ojedinělými starými bukovými lesy a výjimečnými geomorfologickými jevy a procesy, zejména v nárazovém skalnatém břehu řeky Morávky v lokalitě Kršle II. Přírodní rezervace má celkovou výměru 35,9 ha a vyhlášena byla 12. 1. 2011.

## Přístup

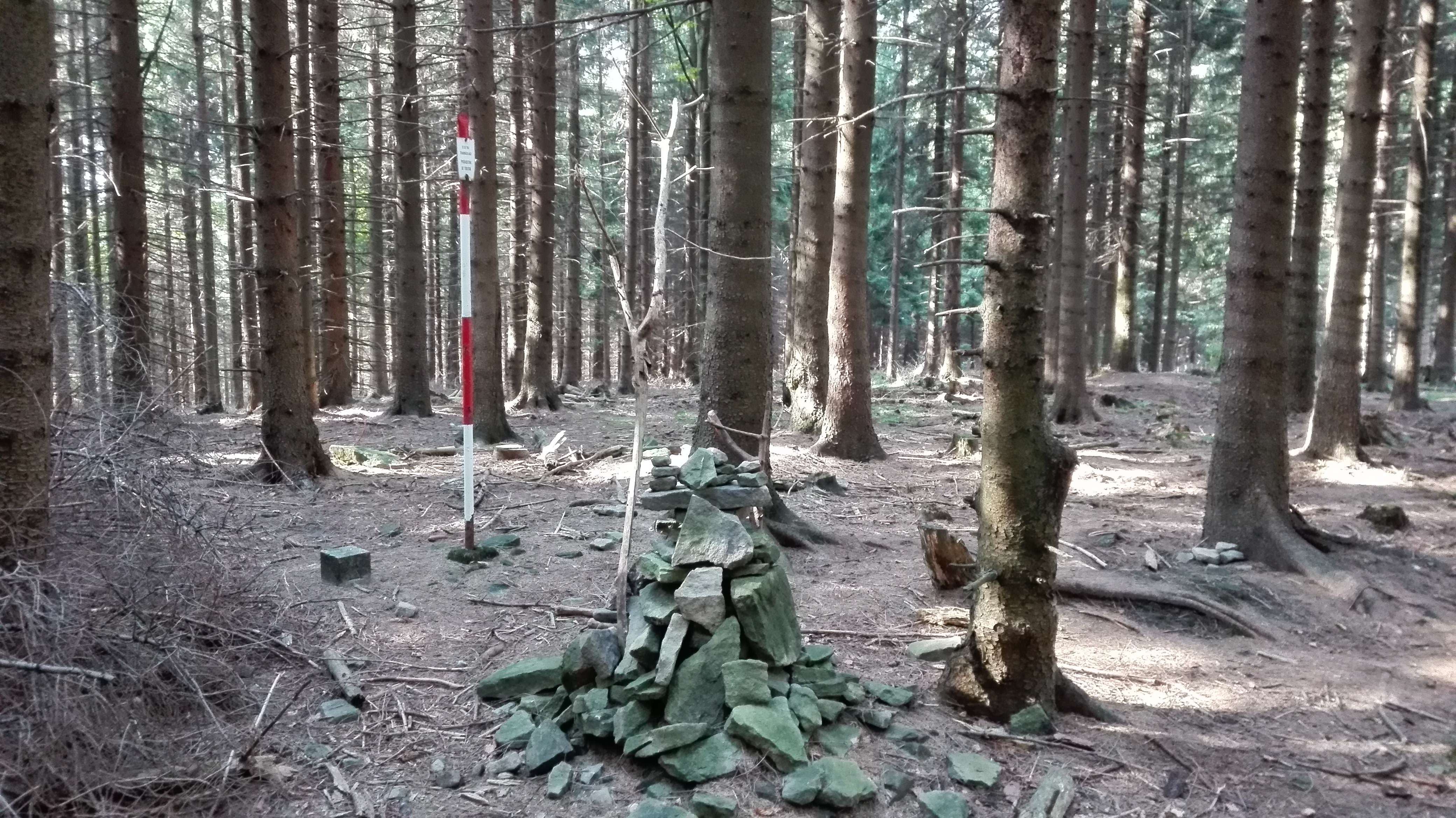
Vrchol hory Čupel (872 m n. m.)

Přes horu Čupel vede poměrně frekventovaná červeně značená hřebenová trasa, vedoucí z Malé Prašivé směrem k chatě U Kotaře. Samotný vrchol však obchází zhruba 100 m severovýchodně.